# Джеф Безос
Джѐфри Престън Бѐзос (на английски: Jeffrey Preston „Jeff“ Bezos, фамилия при раждането – Йоргенсен), по-известен просто като Джеф Безос, е северноамерикански предприемач. Основател и изпълнителен директор (до 2021 година) на интернет магазина за електронна търговия Amazon.com, основател и притежател на аерокосмическата компания Blue Origin, притежава и издателската къща Вашингтон Пост.
Джефри Безос е най-богатият човек на планетата от октомври 2017 г., когато неговото състояние се оценява на 92,3 млрд. щ.д., към март 2018 г. – на 112 млрд. щ.д., към януари 2019 г. – 136,7 млрд. щ.д., а към юни 2021 г. – 186,8 млрд. щ.д. През 1999 г. списание Time го обявява за Човек на годината.
През февруари 2021 г. Джеф Безос обявява, че през третото тримесечие на годината ще напусне поста на генерален директор и ще оглави директорския съвет на компанията в качеството на негов изпълнителен председател.
На 4 юни 2021 г. Безос обявява, че официално ще се оттегли на 5 юли 2021 г. и три дни по-късно, че ще лети в космоса заедно с брат си Марк Безос на 20 юли 2021 г.

## Детство
Джефри Престън Йоргенсен е роден на 12 януари 1964 г. в Албакърки (южен граничен щат Ню Мексико – част от САЩ), родителите са му Жаклин (моминска фамилия Гиз) и Теодор Йоргенсен (бащата има датски фамилни корени). При неговото раждане майка му е на 17 години, а бащата – на 19 г. След няколко години родителите на Джеф се развеждат. През април 1968 г. майка му се жени за кубинския имигрант Мигел Безос, който осиновява Джеф и му дава фамилията си. Бабата на майка му е Мати Луиз Гиз (моминска фамилия Стрейт); по тази линия Безос е роднина с кънтри изпълнителя Джордж Стрейт.

## Кариера
След завършването на Принстънския университет през 1986 г. Джеф Безос работи на Уол Стрийт в областта на информационните технологии. След това започва да се занимава с разработка на мрежа за международна търговия. По-късно е вицепрезидент в компанията „D. E. Shaw & Co“, която напуска през лятото на 1994 г.
През 1994 г. Джеф Безос основава интернет магазина Amazon.com, първоначалните инвестиции в който възлизат на 300 хил. щатски долара. Сайтът е пуснат на 16 юли 1995 г., въпреки че по това време все още не е завършен докрай, като например е било възможно да се поръчват отрицателно количество книги. Джеф Безос мотивира това с необходимостта да се изпреварят конкурентите.
През 1997 г. компанията Amazon.com става публична, като излиза на борсата.
От 2000 г. Джеф Безос финансира проекта Blue Origin – частен производител на космически транспортни средства и осъществяване на суборбитален космически полет – финансира изстрелване и контрол на частни космически кораби. На 20 юли 2021 г., 52 години след стъпването на човек на Луната, 60 години след първия полет на човек в космоса, 64 години след полета на първото куче в космоса, 64 години след полета на първия изкуствен спътник на земята, 116 години след полета на братя Райт, 238 години след полета на първия пилотиран балон, се осъществява 10-минутен полет на предприемача и още трима негови спътници: на брат му, на най-възрастния представител на планетата, пожелал да лети в Космоса, 82-годишната Уоли Фънк, и на най-младия, летял досега, 18-годишния Оливър Дамен.
През 2013 г. Джеф Безос купува за 250 млн. долара на САЩ ежедневника The Washington Post.

## Личен живот
Джеф Безос и съпругата му, писателката Маккензи Безос, имат 4 деца. През януари 2019 г. обявяват, че се развеждат, след като Джеф Безос се е виждал с Лорън Санчес – пилот на хеликоптер и бивша водеща в тв канал „Фокс 11“. През април 2019 г. разводът е оформен официално: бившата съпруга на милиардера получава 4% от акциите ($19,7 млн) на Amazon, пазарната стойност на които в деня на развода възлиза на $37,5 млрд. Безос и Лорън Санчес се сгодяват през май 2023 г. Двойката сключва брак във Венеция на 27 юни 2025 г., като церемонията привлича вниманието на масовите медии и различни известни личности.
Снимал се е в една от сцените на филма „Стар Трек: Отвъд“ в ролята на персонал от звездния флот.